# San Antonio Heights
San Antonio Heights és una concentració de població designada pel cens dels Estats Units a l'estat de Califòrnia. Segons el cens del 2000 tenia 3.122 habitants.

## Demografia
Segons el cens del 2000, San Antonio Heights tenia 3.122 habitants, 1.081 habitatges, i 891 famílies. La densitat de població era de 861 habitants/km².
Dels 1.081 habitatges en un 35% hi vivien nens de menys de 18 anys, en un 70,3% hi vivien parelles casades, en un 8% dones solteres, i en un 17,5% no eren unitats familiars. En el 12,6% dels habitatges hi vivien persones soles el 5,4% de les quals corresponia a persones de 65 anys o més que vivien soles. El nombre mitjà de persones vivint en cada habitatge era de 2,87 i el nombre mitjà de persones que vivien en cada família era de 3,1.
Per edats la població es repartia de la següent manera: un 24,4% tenia menys de 18 anys, un 7,3% entre 18 i 24, un 24,1% entre 25 i 44, un 29,5% de 45 a 60 i un 14,6% 65 anys o més.
L'edat mediana era de 42 anys. Per cada 100 dones de 18 o més anys hi havia 95,8 homes.
La renda mediana per habitatge era de 75.557 $ i la renda mediana per família de 80.975 $. Els homes tenien una renda mediana de 56.576 $ mentre que les dones 30.929 $. La renda per capita de la població era de 36.267 $. Entorn del 4,8% de les famílies i el 6,9% de la població estaven per davall del llindar de pobresa.

## Poblacions més properes
El següent diagrama mostra les poblacions més properes.